# リジェ・JS17
リジェ・JS17 (Ligier JS17) は、リジェチームが1981年シーズン、1982年シーズンのF1参戦に用いたフォーミュラカーである。設計はジェラール・ドゥカルージュとミシェル・ボイジョン。

## 概要

### 開発
JS17はドゥカルージュとポイジョンにより設計され、当初は従来型のサスペンションを搭載していた。シーズン後半はコース走行中のみ車高を下げるためにハイドロニューマチックシステムを採用したが、これはベルギーGPのレースまで効果的に作動させることが出来なかった。
エンジンはオーナーのギ・リジェが前年のフォードDFVに代わってタルボのバッジネームが付けられたマトラV12の獲得交渉を成功し、これを搭載することが出来た。MS81と名付けられジョルジュ・マルティンによって新たに作られたこのV12エンジンは、当初12500回転で510馬力の出力と公表されていたが、マルティンによって出力アップされ、81年シーズン末までに13000回転まで回せるようになった。
JS17は年間を通じて7台が製造され、その7台目はイタリアGPで投入された。

### 1981年シーズン
ジャック・ラフィットがオーストリアとカナダで2勝を挙げ、ドライバーズチャンピオン争いに加わった。25番車はジャン＝ピエール・ジャリエ、ジャン＝ピエール・ジャブイーユ、パトリック・タンベイの3名がドライブし、ジャリエがブラジルで7位に入ったのみで誰もポイントを獲得できなかったため、コンストラクターズチャンピオンシップもラフィットのポイントのみとなり4位であった。 

### 1982年シーズン
ラフィットは残留し、チームメイトにエディ・チーバーを獲得した。1982年も前年に製作されたうち4台のシャシーが再構築され、剛性強化を施されたJS17Bとして開幕から使用された。剛性強化の影響でJS17Bは1982年のグリッド上で最も重い車であった。
エディ・チーバーがJS17でベルギーで3位、アメリカ (デトロイト)で2位に入賞、ラフィットはJS17Bでベルギー9位、ラスベガス6位という結果であった。モナコGPから新車JS19が投入されたが、その車検でサイドスカートの長さに問題があると発覚したためマシンの再設計が必要となった。このためデトロイトGPでは再度JS17Bが使用され、カナダGPまで使用。チーバー用のJS19がオランダGP予選のクラッシュにより大破させた影響で、イギリスGPでもチーバーがJS17Bで出走した。

## F1における全成績
(key) （太字はポールポジション）
| 年     | シャシー   | エンジン            | タイヤ | No. | ドライバー                     | 1   | 2   | 3     | 4   | 5   | 6   | 7   | 8     | 9     | 10  | 11  | 12  | 13  | 14  | 15  | 16  | ポイント | 順位 |
| ------ | ---------- | ------------------- | ------ | --- | ------------------------------ | --- | --- | ----- | --- | --- | --- | --- | ----- | ----- | --- | --- | --- | --- | --- | --- | --- | -------- | ---- |
| 1981年 | JS17       | マトラ MS81 3.0 V12 | M      |     |                                | USW | BRA | ARG   | SMR | BEL | MON | ESP | FRA   | GBR   | GER | AUT | NED | ITA | CAN | CPL |     | 44       | 4位  |
| 1981年 | JS17       | マトラ MS81 3.0 V12 | M      | 25  | ジャン＝ピエール・ジャリエ     | Ret | 7   |       |     |     |     |     |       |       |     |     |     |     |     |     |     | 44       | 4位  |
| 1981年 | JS17       | マトラ MS81 3.0 V12 | M      | 26  | ジャック・ラフィット           | Ret | 6   | Ret   | Ret | 2   | 3   | 2   | Ret   | 3     | 3   | 1   | Ret | Ret | 1   | 6   |     | 44       | 4位  |
| 1981年 | JS17       | マトラ MS81 3.0 V12 | M      | 25  | ジャン＝ピエール・ジャブイーユ |     |     | DNQ   | NC  | Ret | DNQ | Ret |       |       |     |     |     |     |     |     |     | 44       | 4位  |
| 1981年 | JS17       | マトラ MS81 3.0 V12 | M      | 25  | パトリック・タンベイ           |     |     |       |     |     |     |     | Ret   | Ret   | Ret | Ret | Ret | Ret | Ret | Ret |     | 44       | 4位  |
| 1982年 | JS17 JS17B | マトラ MS81 3.0 V12 | M      |     |                                | RSA | BRA | USW   | SMR | BEL | MON | DET | CAN   | NED   | GBR | FRA | GER | AUT | SUI | ITA | CPL | 20       | 8位  |
| 1982年 | JS17 JS17B | マトラ MS81 3.0 V12 | M      | 25  | エディ・チーバー               | Ret | Ret | Ret † |     | 3   |     | 2   | 10    |       | Ret |     |     |     |     |     |     | 20       | 8位  |
| 1982年 | JS17 JS17B | マトラ MS81 3.0 V12 | M      | 26  | ジャック・ラフィット           | Ret | Ret | Ret † |     | 9 † |     | 6 † | Ret † | Ret † |     |     |     |     |     |     |     | 20       | 8位  |

- † リジェ・JS17Bでの成績

## 参照
1. ↑  JS19でのポイントを含む。